# 肝付兼重

肝付 兼重（きもつき かねしげ）は、鎌倉時代末期から南北朝時代にかけての武将。肝付氏8代当主。

## 肝付家の家督相続
6代当主・肝付兼藤の次男として誕生。当初は肝付氏庶流・荻原氏（肝付氏初代肝付兼俊の弟・荻原兼任の子孫か）の家督を継いで日向三俣の領主であったが、兄で7代当主・兼尚が訴訟事件で鎌倉に詰めており、その嫡子兼隆は幼少であったため、兄兼尚の番代として領地経営を行い、やがて本家の家督も相続した。

## 南北朝の争乱
このころ、鎌倉幕府は末期的症状を呈し、後醍醐天皇の討幕運動が繰り返されていた。元弘三年（1333年）、鎌倉幕府が滅亡し建武の新政が始まったが、足利尊氏の謀叛によって新政は崩壊、以後、南北朝の争乱となった。
この情勢にあたって、肝付兼重は建武2年（1335年）末から日向高城に拠って南朝方となり、各地を転戦し野辺盛忠や伊集院忠国らと共に、九州における南朝勢力の拡大に貢献した。八代の伊東祐広、肥後の菊池武敏・阿蘇氏らと呼応して国富庄に入り、大いに威を振るった。一方、島津氏ははじめ南朝方にあったが、のちに足利尊氏に味方したため、肝付氏と島津氏は対立関係となった。

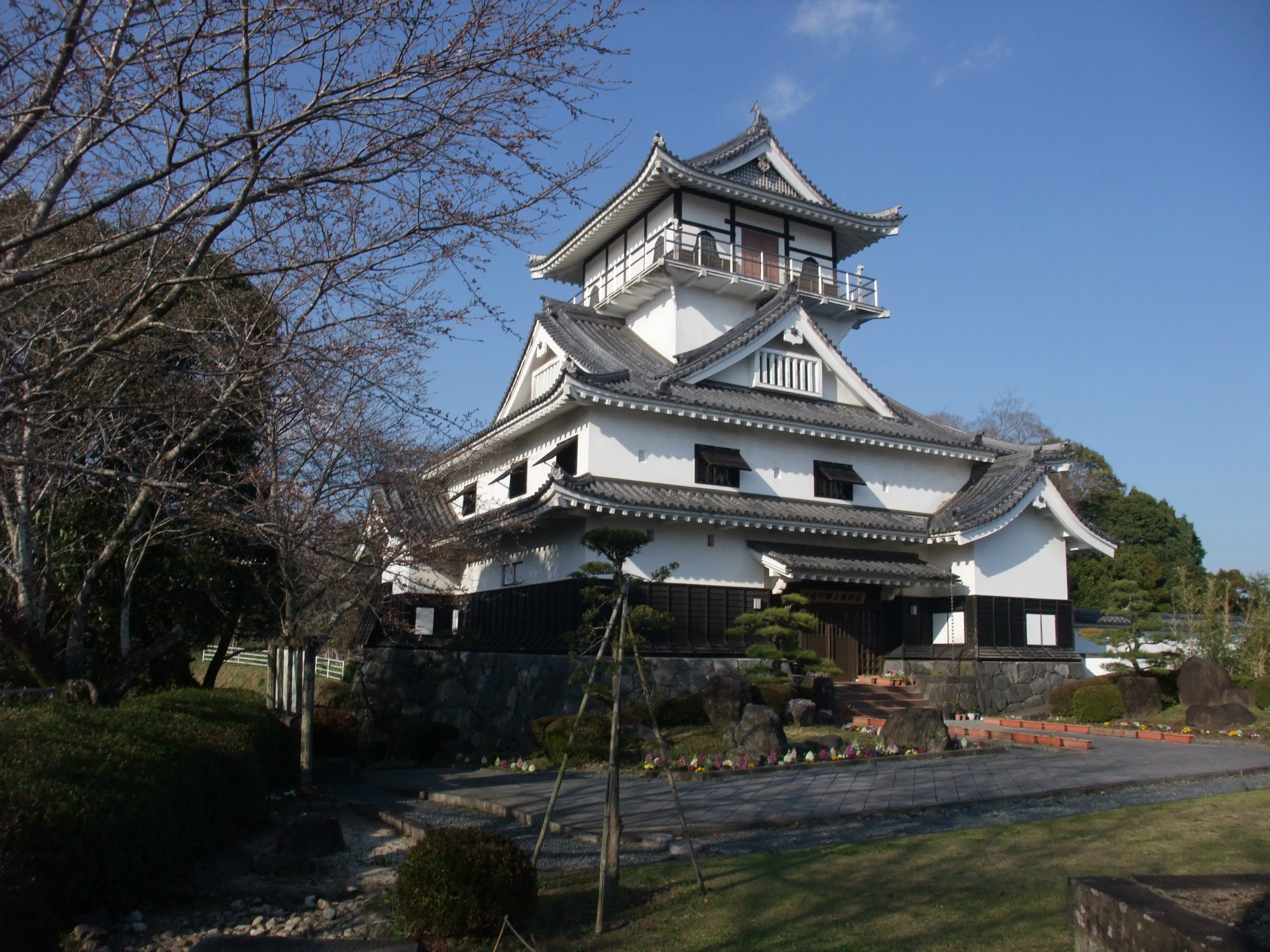
肝付兼重が築城したと伝わる月山日和城跡に建つ高城歴史資料館

尊氏は延元元年（1336年）畠山直顕を日向・大隈方面に派遣して肝付氏に対抗させ、それに豊後の佐伯氏、大隈の禰寝氏、日向土持氏らにも協力を求め、さらに島津貞久を帰国させて肝付氏に当たらせた。島津氏は兼重方の姫木城、三俣院山之口の王子城を攻め、ついで、肝付兼隆の拠る加瀬田城を攻撃してこれを落した。畠山直顕は兼重の守る高城（月山日和城）に迫ったが、兼重はよく防戦し直顕勢を撃退した。このころより、南朝方優勢に事態は動いたが、延元四年（1339年）に至って高城は直顕勢によって落され、兼重は大高山の本城に入った。その結果、日向における肝付氏の勢力は振るわなくなった。
その後、兼重は頽勢を挽回するため、鹿児島攻略を策したがならず、大隈地方を転戦したが戦況を覆すことはできなかった。
正平4年/貞和5年（1349年）、北朝側の石井中務丞重信（石井氏）を攻めたが、まもなく病死した。
家督は子・秋兼が継いだ。

## その後
兼重の死は南九州の南朝方にとって少なからぬ損害となったが、やがて、尊氏と直義の兄弟対立によって事態は急展開をみせた。島津氏、畠山氏らが目まぐるしい去就の変転を繰り返し、肝付氏においては兼重のあとを継いだ秋兼が蒲生氏らとともに畠山氏に属するということもあった。
南北朝の争乱は次第に北朝方の優勢となり、秋兼の子兼氏は畠山氏と結んで自家の安泰を図り、さらに新納実久と結んで島津氏とも誼を通じるようになった。そして、兼氏のあとを継いだ兼元は島津氏の麾下に属し、応永十七年（1410）には島津元久に従って上洛、将軍足利義持に謁見している。

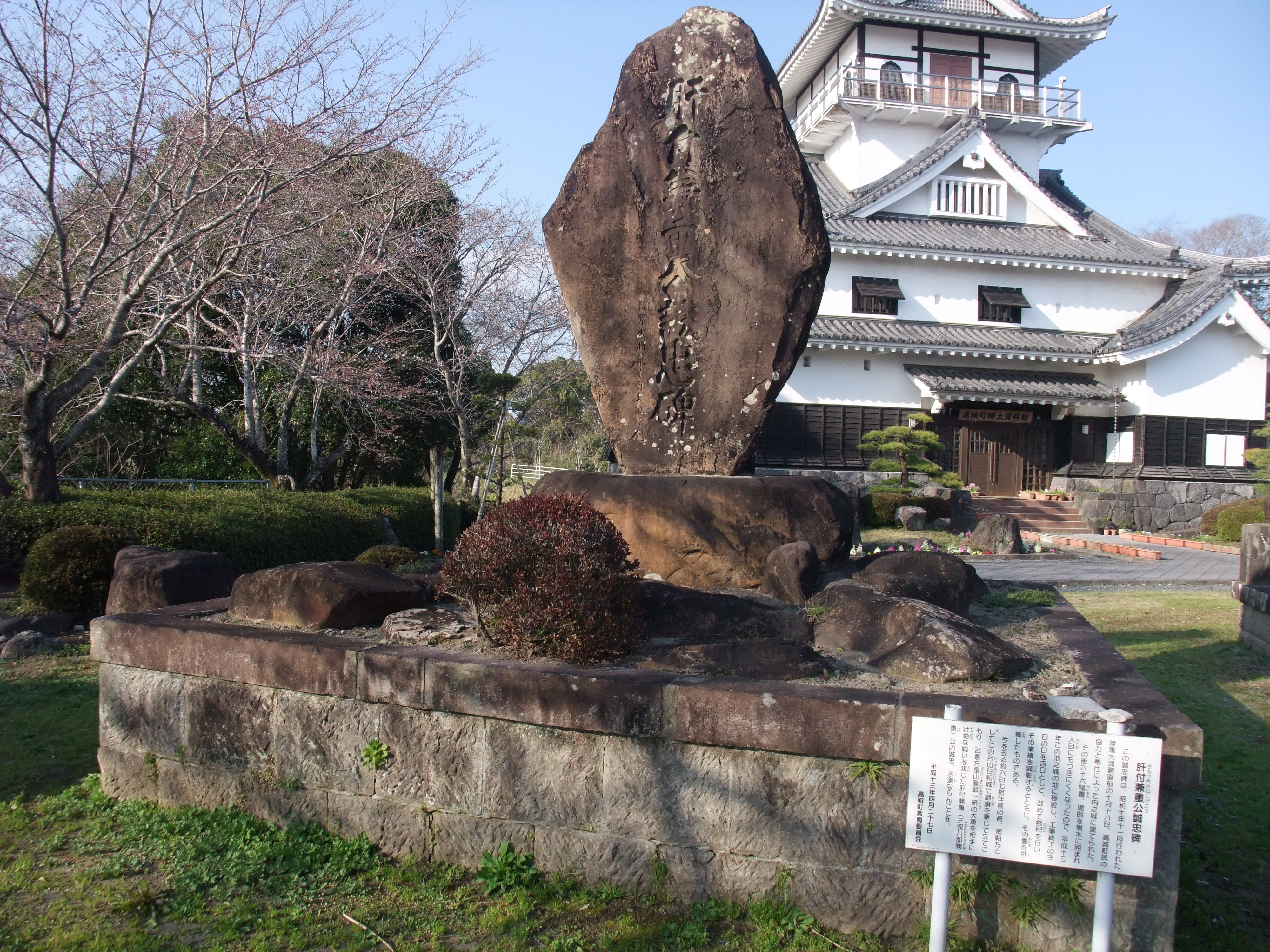
月山日和城跡に立つ肝付兼重公誠忠碑

明治45年（1912年）、従四位を追贈された。
昭和10年（1935年）10月18日、高城町民の協力と奉仕により居城であった月山日和城址に肝付兼重公誠忠碑が建立された。同年11月に行われた陸軍大演習の直前の事であった。